# 戴氏棕臂金龟
戴氏棕臂金龟（学名：Propomacrus davidi）也称戴褐臂金龟、戴褐长臂金龟、大卫姬长臂金龟，一种分布于中国南方等地区的大型甲虫，隶属于臂金龟科棕臂金龟属（姬长臂金龟属），也有资料将臂金龟科视为金龟子科的一个亚科。

## 形态特征

### 成虫
雄性成虫体长37～52毫米，宽18～24毫米。体型似葫芦。前胸背板黄褐色，腹面具有淡棕黄色绒毛。鞘翅黄褐色，中缝具有黑色窄带。雌性成虫角雄性小。

### 幼虫
头壳黄色至浅黄褐色，身体白色至黄白色，足黄白色至浅黄褐色。体侧气门明显，周缘黄色至红黄色。

### 蛹
蛹宽约20～23毫米，长约43～45毫米。初期呈浅黄色，之后逐渐变深，羽化前为黄褐色。

## 亚种
- 指名亚种 Propomacrus davidi davidi：主要分布于江西
- 福建亚种 Propomacrus davidi fujianensis：分布于福建，体型较小，底色为红褐色，鞘翅黑色中缝较粗[2]